# Nazionale maschile di pallacanestro dell'eSwatini
La nazionale di pallacanestro dell'eSwatini è la rappresentativa cestistica dell'eSwatini, nota fino al 2018 come Swaziland, ed è posta sotto l'egida della Federazione cestistica dell'eSwatini.